# Carlos da Silva Prado
Carlos da Silva Prado (1908-1992) foi um artista plástico e arquiteto moderno, além de teórico da arquitetura funcional.

## Biografia
Filho mais novo (Eduardo, Yolanda, Caio e Carlos) do casal Caio da Silva Prado e Antonieta Penteado da Silva Prado (1880-?), Carlos da Silva Prado, nasceu em São Paulo e assim como os irmãos, fez seus estudos primários em casa, com professores particulares. Durante o ano de 1923, estudou no internato Chelmsford College, em Eastborn, na Inglaterra. Fez o secundário no Colégio São Luís, recém-transferido de Itu para São Paulo. 
Cresceu na casa dos avós maternos (o industrial e ex-cafeicultor Antônio Álvares Leite Penteado e sua mulher Ana Franco de Lacerda Álvares Penteado), em Higienópolis, na chamada “Vila Penteado”, que em 1948 passou a abrigar os cursos de pós-graduação da Faculdade de Arquitetura e Urbanismo da Universidade de São Paulo, na Rua Maranhão, número 88. 
Formou-se engenheiro-arquiteto (dupla titulação) na Escola Politécnica de São Paulo, em 1932.

## Militância Política
Carlos Prado junto com o irmão Caio Prado Júnior se filiou ao Partido Comunista, em 1932. Na época, ambos ajudaram a fundar a Sociedade de Socorros Mútuos Internacionais (SSMI), uma organização de caráter internacional que tinha por finalidade organizar a solidariedade aos presos políticos. 
Entre os anos de 1933 e 1934, Carlos viveu em Paris. Sob influência do irmão Caio, decidiu conhecer a União Soviética porque queria ver de perto as soluções implementadas e entender os acontecimentos sociais com imparcialidade. Após a viagem distanciou-se do PCB e da militância política. 

## Artista Plástico
Carlos Prado foi diretor e um dos fundadores do Clube de Artistas Modernos. 
Adotou a temática social mesmo depois de ter deixado a militância. Produziu gravuras influenciado pelo olhar crítico do urbanista, quando ressaltou a multidão, o transporte público ainda precário, a fila e o lado de fora das fábricas com suas enormes chaminés (anos 1940 e 1950). No álbum intitulado A Cidade Moderna criou um panorama da urbe, ao mesmo tempo moderna e com sérios problemas de infraestrutura. 
Ao longo da carreira utilizou diferentes suportes (papel, madeira, tela e muro) e mostrou-se apto a quaisquer técnicas (têmpera, óleo, crayon, nanquim e gravura), dominando-as com facilidade. 
As oscilações percebidas no conjunto da obra, principalmente dos anos 1970 em diante, são fruto da experimentação (técnicas e estilos), possível devido ao excesso de liberdade, uma vez que não se enquadrava em instituições e não se afinava a grupos ou estilos.

## Coleções
É possível encontrar obras de Carlos Prado nos acervos da Pinacoteca do Estado de São Paulo, do Museu de Arte de São Paulo e da Coleção Mário de Andrade pertencente ao Instituto de Estudos Brasileiros da Universidade de São Paulo. Ainda há, na cidade serrana de Campos do Jordão, no Palácio Boa Vista, a tela Peixe (1946) e muitos outros trabalhos em coleções particulares. 

## Teórico da Arquitetura Funcional
Criticou as tendências arquitetônicas da primeira metade dos anos 1940 e defendeu a ideia de uma arquitetura funcional que ia além do espaço interno das edificações. Acreditava que em todo projeto o entorno deveria apresentar um conjunto de equipamentos e serviços coletivos. 
Em termos urbanísticos, considerava uma programação econômica do território, o arranjo regulamentado das habitações em zonas residenciais e industriais, redes viárias, núcleos direcionais, a estruturação de jardins e parques, a sistematização artificial da natureza em função de um resultado estético. 
Mostrou nos desenhos, gravuras e pinturas como a urbe estava estritamente ligada a um conjunto cultural. No álbum intitulado A Cidade Moderna representou a rua como cenário da vida e das forças sociais, políticas, econômicas e culturais; onde se encontram os aspectos do mercantilismo, do capitalismo, as consequências das descobertas científicas e da revolução industrial.